# 道の駅尾瀬かたしな

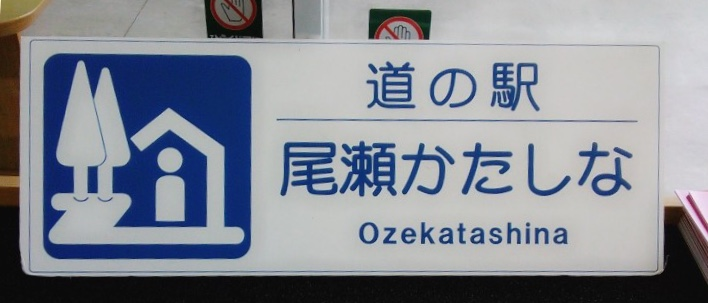
道の駅 尾瀬かたしなの看板。

道の駅尾瀬かたしな（みちのえき おぜかたしな）は、群馬県利根郡片品村にある国道120号の道の駅である。

## 施設
- 駐車場 89台
- トイレ 23器
- 関越交通 高速バス停留所 かたしなスノーエクスプレス号・バスタ新宿行き
- かたしな食堂（スキー客向けに冬季土日祝日は朝定食営業（6:30 - 10:00）あり）
- 村民キッチン
- 農産物直売所
- スナックコーナー
- 農産物加工販売所
- 体験交流室
- 情報・休憩コーナー
- 観光情報案内
- 足湯（冬季休業）
- 眺望テラス
- 水汲み場
- 812ひろば（子ども広場）（芝生、水遊び場、砂場）
- ドッグラン

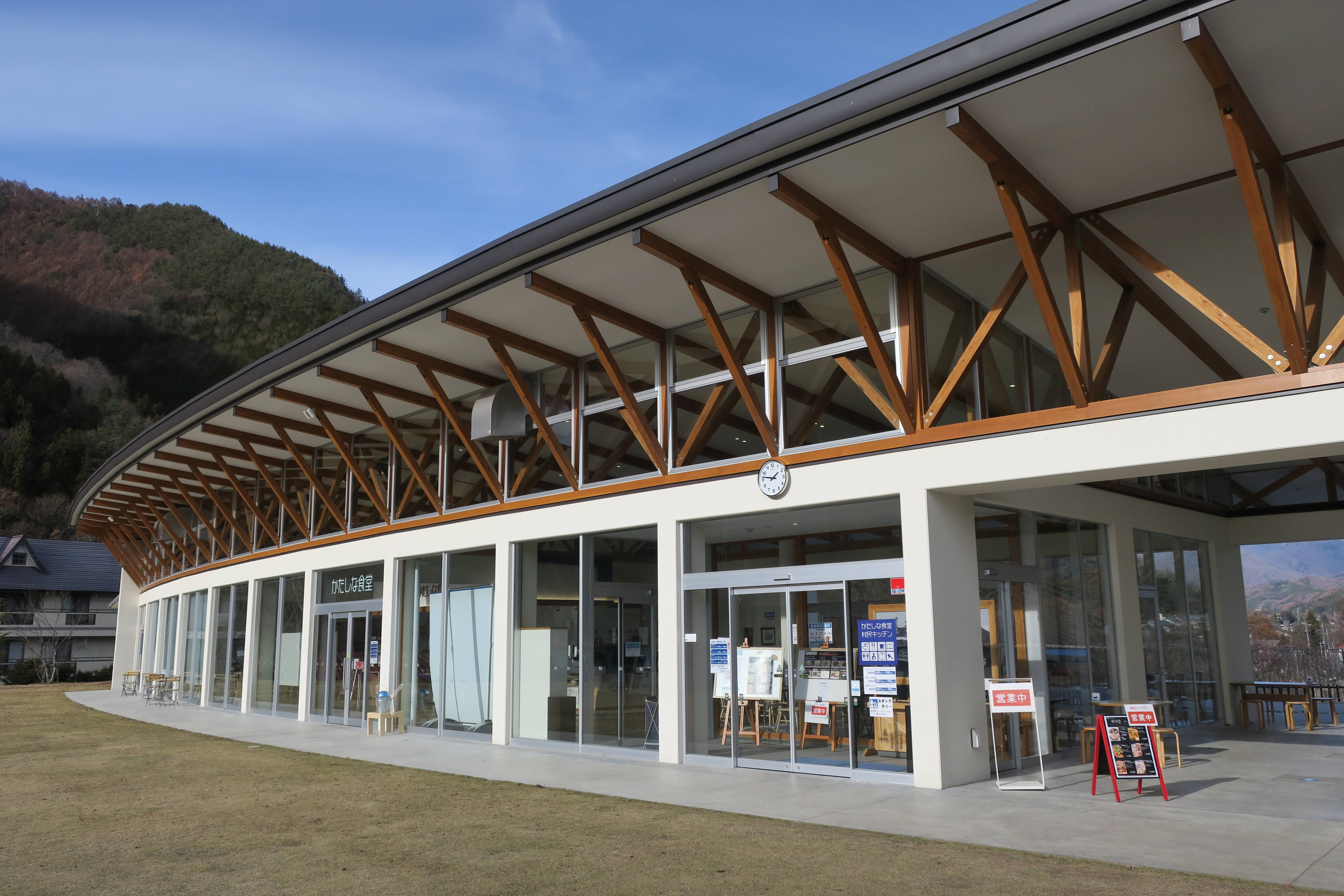
かたしな食堂

## 周辺
- 片品村役場
- 片品村商工会館
- 片品村立片品小学校
- 尾瀬花の谷郵便局
- 利根沼田農業協同組合片品支店
- 群馬銀行尾瀬支店
- 関越交通鎌田営業所
- 笠科神社
- 寄居山温泉 ほっこりの湯